# کالورسکی اسکووی
کالورسکی اسکووی (به صربی: Kaluđerski Skokovi) یک آبشار در صربستان است که در Topli Do واقع شده‌است.